# روبرت تي. هوبر
روبرت تي. هوبر هو سياسي أمريكي، ولد في 29 أغسطس 1920 في Eckelson, North Dakota ‏ في الولايات المتحدة، وتوفي في 20 أكتوبر 1991. نشط حزبياً في الحزب الديمقراطي. وقد انتخب عضو جمعية ولاية ويسكونسن ‏.